# Lisl Goldarbeiter

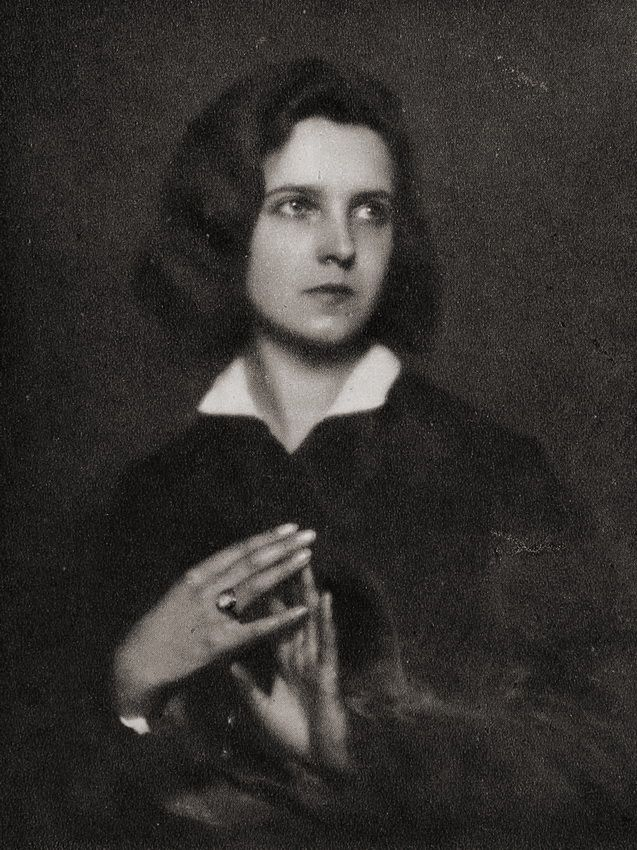
Lisl Goldarbeiter (1929)

Lisl Goldarbeiter (* 23. März 1909 in Wien als Elisabet Ernestine Goldarbeiter; † 14. Dezember 1997 in Budapest) war ein Fotomodell sowie Miss Austria 1929. Sie wurde am 11. Juni 1929 in Galveston zur bisher einzigen österreichischen und damals ersten nicht-amerikanischen Miss Universe gewählt.

## Leben
Goldarbeiter war die Tochter von Izsó (Isidor) Goldarbeiter (* 3. Mai 1877 in Szeged; ermordet am 16. Februar 1945 in Mauthausen), einem jüdischen Galanteriewarenhändler, und Aloisia geb. Schimek. Gemeldet war sie in der elterlichen Wohnung in Wien 2, Freilagergasse 5 (heute: Neubau Vivariumstraße 11, Stiege 3) bis zum 27. Juli 1937. Mit diesem Datum meldete sie sich nach Preßburg ab.
Noch vor der Miss-Universe-Konkurrenz hatte Goldarbeiter im Februar selben Jahres in Paris an der Wahl der schönsten Europäerin teilgenommen. Nachdem die Trophäe an eine Ungarin gegangen war, äußerte Goldarbeiter die Absicht, zum Film zu gehen. Ihr leidenschaftlicher Wunsch wäre es jedoch, endlich aus Armut und Enge heraus(zu)kommen.
Im Juli 1929 wurde ihr vom Direktor des Ischler Kurtheaters Josef Jarno für August des Jahres der Auftritt in einem eigens für sie geschriebenen Stück in Aussicht gestellt. Diese Ankündigung führte im Hinblick auf einen Auftritt am Linzer Landestheater zu einer erbitterten Kontroverse zwischen den Lokalblättern Tagblatt und Tages-Post. Am 7. November 1929 zeigte sich die Weltschönheitskönigin beim Lustspiel Das Geld auf der Straße am Landestheater und wurde von Direktor Albert Hugelmann bei Akklamation des Publikums nach dem ersten Akt vorgestellt. Die Gage dafür spendete Goldarbeiter dem Roten Kreuz.
Da die Siegerin des Wettbewerbs Schönste Frau Europas (Miss Europa 1929) Goldarbeiters Titel Miss Universe nicht anerkennen wollte, kam es Ende Juli 1929 in Deauville zur Wahl der Schönsten Frau der Welt. Goldarbeiter, die durch Reise- wie Terminstrapazen fünf Kilo abgenommen hatte und Erholung suchte, blieb der Konkurrenz fern: Zu gleichwertigen Siegerinnen wurden die Teilnehmerinnen Miss Europa 1929 (Ungarn) sowie Miss Amerika 1928 (Deutschland) erklärt.
In Bukarest, wo Goldarbeiter ihre Kollegin Miss Rumänien, Magda Demetrescu, besuchte, wurde sie von einer Menschenmenge am Bahnhof mit antisemitischer Hetze empfangen. Nachdem beide Schönheitsköniginnen in einer Kathedrale Zuflucht suchten, musste schließlich die Polizei eingreifen. Neben den antisemitischen Zurufen wurde auch berichtet, dass die rumänische Bevölkerung Goldarbeiter als zu dünn empfand.
Im Sommer 1930 heiratete Goldarbeiter den aus einer Wiener Fabrikantenfamilie stammenden Fritz Spielmann, den sie, noch vor ihrer Reise nach Galveston, in Paris kennengelernt hatte.
Die wohl bekannteste Darstellung von Goldarbeiter stammt von dem Maler Carry Hauser. 2005 wurde ihr Leben von Péter Forgács unter dem Titel Miss Universe 1929 – Lisl Goldarbeiter. A Queen in Wien filmisch dokumentiert.
Sie heiratete 1949 in zweiter Ehe ihren Cousin Marczell Tenczer. Lisl Goldarbeiter-Tenczer ist auf dem Farkasréti temető beerdigt.